# 科洛特南戈
科洛特南戈（西班牙語：Colotenango），是危地馬拉的城鎮，位於該國西北部，由韋韋特南戈省負責管轄，面積71平方公里，海拔高度1,531米，2002年人口21,834，人口密度每平方公里307.52人。